# Рой Ходжсън
Рой Ходжсън (на английски Roy Hodgson) е английски футболен треньор и бивш футболист, треньор на английския национален отбор.
Роден е на 9 август 1947 г. в Кройдън, Англия. Състезателната му кариера преминава през Кристъл Палас и други малки клубове в Англия.

## Успехи
Халмстадс БК
- Шампион на Швеция (2) 1976 и 1979

 Малмьо
- Шампион на Швеция (2) 1986 и 1988
- Купа на Швеция (2) 1985 – 86 и 1988 – 89

 Нац. отбор Швейцария
- 1994 Световно първенство по футбол
- 1996 Европейско първенство по футбол

 Интер
- Купа на УЕФА – 1996 – 97

 ФК Копенхаген
- Шампион на Дания – 2000 – 01

 Фулъм
- Лига Европа
  - Финалист – 2009 – 10